# Tommy Johnson (football, 1900)
Pour les articles homonymes, voir Johnson et Tommy Johnson.
Thomas Clark Fisher « Tommy » Johnson, né le 19 août 1901 à Dalton-in-Furness dans le Lancashire et mort le 28 janvier 1973, est un footballeur international anglais évoluant aux postes d'avant-centre ou en soutien de ses attaquants. Il commence sa carrière à Manchester City en 1919, et est présent dans ce club au cours des années 1920. Connu pour son tir puissant du pied gauche, Johnson détient le record de buts marqués par un joueur de Manchester City en une seule saison, avec 38 buts en 1928-1929. Il joue pour Manchester City la finale de la Cup de 1923 et est champion de 2nd Division en 1928.
Johnson signe à Everton en 1930, où il sert de faire-valoir pour le prolifique avant-centre Dixie Dean. En quatre saisons à Everton, Johnson remporte la 2nd Division en 1931, la First Division 1932 et la FA Cup en 1933, avant de terminer sa carrière professionnelle par un bref passage à Liverpool.

## Carrière

### Manchester City
Né à Dalton-in-Furness dans le Lancashire, Tommy Johnson occupe le poste d'apprenti au chantier naval local et joue à mi-temps avec les clubs de football Dalton Athletic et Dalton Casuals. En 1919, Johnson signe son premier contrat professionnel avec le club de Manchester City. Eli Fletcher, alors défenseur chez les Citizens, participe fortement à l'arrivée de Johnson au club, n'hésitant pas à menacer de quitter le club si Johnson n'était pas recruté. Ce dernier marque son premier but lors d'un match du championnat de guerre contre Blackburn Rovers le 22 février 1919, puis réalise un hat-trick contre Port Vale une quinzaine de jours plus tard. Le championnat anglais reprend en août 1919, mais Johnson n'est pas intégré à l'équipe première en début de saison. Il dispute finalement son premier match de championnat contre Middlesbrough le 18 février 1920 et marque les deux buts de son équipe qui s'impose 2 buts à 0 alors qu'il évolue au poste précédemment occupé par Tommy Browell. Il garde sa place de titulaire lors des six matchs suivants et ajoute un autre but à son compteur avant de participer à la victoire 2 buts à 1 contre Liverpool à Hyde Road, match où est présent le roi George V. Johnson fait ensuite trois autres apparitions sur le reste de la saison.
Lors des deux saisons suivantes, Johnson n'est présent que par intermittence dans l'équipe première. Auteur de cinq buts en 12 apparitions avec l'équipe première en 1920-1921, il joue plus régulièrement au sein de la réserve du club, avec laquelle il est sacré meilleur buteur du championnat avec 18 buts. Lors de la saison 1922-1923, il est un membre régulier de l'équipe première, avec laquelle il joue 35 matchs. En 1923, Manchester City déménage de Hyde Road vers le nouveau stade de Maine Road, situé dans le quartier de Moss Side. Johnson marque au cours du premier match dans ce stade contre Sheffield United. Alors que Johnson était un buteur régulier lors des saisons précédentes, il se révèle moins efficace que ses coéquipiers Frank Roberts et Horace Barnes. Devenu néanmoins un membre indiscutable de l'équipe première, il ne rate qu'un seul match lors de la saison 1924-1925.
Lors de la saison 1925-1926, Johnson atteint la barre des 20 buts pour la première fois de sa carrière, malgré les difficultés rencontrées par le club pour se maintenir. Malgré ces difficultés en championnat, certaines des victoires de Manchester City sont obtenues sur de gros scores, comme la victoire 6 buts à 1 dans le derby de Manchester, obtenue grâce à un but de Johnson notamment. La FA Cup s'avère fructueuse pour les Citizens lors de cette saison. Le club atteint la finale de la compétition en inscrivant un total de 31 buts en seulement six matchs. Johnson participe à tous les matchs de cette édition de la Cup, marquant son premier hat-trick en quart de finale, contre Clapton Orient. Cependant, la finale disputée à Wembley voit les joueurs de City dont Johnson, présent sur le terrain, être battus par 1 but à 0 par Bolton Wanderers. Cette déception en coupe s'accompagne de la perte du dernier match de championnat de la saison, qui entraîne ainsi une relégation en Second Division. Trois semaines après la fin de la saison, Johnson fait ses débuts avec la sélection anglaise et inscrit un but lors d'une victoire 5 buts à 3 contre la Belgique.
La saison suivante, où Manchester City vise une remontée immédiate, Johnson est le meilleur buteur de son club en championnat avec 25 buts. La course à la promotion se décide au dernier match, Manchester City et Portsmouth étant tous deux en lice pour la deuxième de deux places assurant la montée. Johnson joue et marque un hat-trick dans une victoire retentissante de City 8-0 contre Bradford City. Le public estimait alors que le résultat était suffisant pour la promotion, mais le match de Portsmouth se trouve retardé de 15 minutes et est toujours en cours. Un but tardif de Portsmouth amène cette équipe à remporter son dernier match sur le score de 5-1, ce qui suffit pour donner à Portsmouth la deuxième place au goal average calculé par une division entre le nombre de buts marqués et le nombre de buts encaissés. Johnson et ses coéquipiers surmontent la déception de la saison précédente en 1927-1928 en gagnant la Second Division et en revenant ainsi au premier niveau national. Sa médaille de lauréat du titre de Second Division est le seul titre que remporte Johnson avec Manchester City. Il atteint la barre des 20 buts marqués pour la troisième saison consécutive, finissant co-meilleur buteur avec Frank Roberts.
La première saison de retour en First Division s'est avérée être remarquable pour Johnson. En début de saison, il marque cinq buts en un seul match, une victoire 6-2 à Everton. Il continue à marquer régulièrement tout au long de la saison. En mars 1929, il devient le troisième joueur de l'histoire de Manchester City à marquer 30 buts en une saison, égalant le record précédemment établi par Tommy Browell et Frank Roberts. Lors du match suivant, il bat ce record et à la fin de la saison, son bilan est de 38 buts en 39 matchs de championnat, un record du club qui tient toujours en 2022, 93 ans plus tard,. Sa forme lors de l'année 1929 l'amène à être rappelé en équipe nationale anglaise trois ans après sa dernière sélection. Johnson marque deux fois dans une victoire 6-0 lors du British Home Championship contre le pays de Galles. Les autres buts ont été marqués par George Camsell (qui inscrit un triplé) et Hugh Adcock.
En mars 1930, la direction du club, croyant qu'il a atteint son apogée, vend Johnson à Everton pour 6 000 livres. Son départ suscite de vives protestations de la part des supporters de Manchester City, ce qui entraîne une diminution des affluences de 7 000 spectateurs. Au total, Johnson a marqué 166 buts en 354 matchs pour Manchester City. Ce total inclut 158 buts en championnat, un record pour un joueur de Manchester City partagé avec Eric Brook, le joueur qui est le meilleur buteur de l'histoire du club toutes compétitions confondues.

### Everton et Liverpool
À Everton, Johnson fait partie d'une ligne d'attaque menée par le buteur Dixie Dean. Lors de la première saison complète de Johnson à Everton, le club gagne la Second Division. La saison suivante il remporte la First Division, devenant champion d'Angleterre. La saison suivante, Everton atteint la finale de la FA Cup, où Johnson fait face à son ancien club de Manchester City. Everton remporte facilement le match 3-0. Sept ans après avoir perdu en finale de la FA Cup, Johnson remporte ce titre. Les analyses de la rencontre suggèrent que Johnson a eu un match tranquille, ces analyses se concentrant sur le jeu de Dixie Dean et Cliff Britton. La finale a été la première à utiliser un numéro derrière le maillot pour identifier chaque joueur, Johnson devient donc le premier numéro 10 de la compétition. Durant son passage à Everton, Johnson est sélectionné à trois reprises en équipe d'Angleterre. Johnson marque deux fois lors d'une victoire anglaise 7-1 sur l'Espagne en 1931. John William Smith et Sammy Escrocs inscrivent aussi un doublé alors que Dixie Dean marque l'autre but. Lors du 1932 British Home Championship, Johnson fait partie de l'équipe qui bat l'Écosse 3-0 avec des buts de Tom Waring, Bobby Barclay et Sammy Escrocs. L'Angleterre a remporté le championnat cette année-là. La dernière sélection de Johnson a lieu lors d'une victoire contre l'Irlande 1-0.
Johnson est transféré à Liverpool en mars 1934. Liverpool est alors sous la menace d'une relégation de la First Division au moment de l'arrivée de Johnson dans le club. Liverpool n'a en effet gagné qu'un seul match sur 17 avant son arrivée. L'arrivée de Johnson dans l'équipe coïncide avec une amélioration des résultats du club et Liverpool évite la relégation. Il joue dans près de la moitié des matchs de Liverpool dans la saison 1934-1935, et fait six apparitions lors de sa dernière saison en tant que professionnel. Son dernier but est marqué contre Grimsby en septembre 1935, et sa dernière apparition en tant que professionnel se passe contre Preston North End en avril 1936. Après avoir quitté Liverpool, Johnson est manager-joueur du club de Darwen où il reste jusqu'au déclenchement de la Seconde Guerre mondiale.
Après la guerre, Johnson tient un pub à Gorton, et vit dans la région le restant de sa vie. Johnson meurt dans le Monsall Hospital de Manchester en 1973 à l'âge de 71 ans. En 1977, une rue près de Maine Road est nommé en son honneur Tommy Johnson Walk.

## Palmarès et statistiques

### Palmarès
| Compétitions nationales | Compétitions internationales                                                                      |
| --- | ------------------------------------------------------------------------------------------------- |
| - Championnat d'Angleterre : - Champion en 1932 avec Everton - Championnat d'Angleterre D2 : - Champion en 1928 avec Manchester City et en 1931 avec Everton - Coupe d'Angleterre : - Vainqueur en 1933 avec Everton - Finaliste en 1926 avec Manchester City | - British Home Championship : - Champion en 1930 et 1932 avec la sélection nationale d'Angleterre |

### Sélections en équipe d'Angleterre
| Sélection | Compétition               | Date             | Lieu                       | Adversaire     | Score | Buts                      |
| --------- | ------------------------- | ---------------- | -------------------------- | -------------- | ----- | ------------------------- |
| 1         | Match amical              | 24 mai 1926      | Stade olympique, Anvers    | Belgique       | 3 - 5 | But inscrit               |
| 2         | British Home Championship | 20 novembre 1929 | Stamford Bridge, Londres   | Pays de Galles | 6 - 0 | But inscrit · But inscrit |
| 3         | Match amical              | 9 décembre 1931  | Highbury, Londres          | Espagne        | 7 - 1 | But inscrit · But inscrit |
| 4         | British Home Championship | 9 avril 1932     | Stade de Wembley, Londres  | Écosse         | 3 - 0 |                           |
| 5         | British Home Championship | 17 octobre 1932  | Bloomfield Road, Blackpool | Irlande        | 1 - 0 |                           |

Légende
- British Home Championship
- Victoire
- Nul
- Défaite